# توردوک
توردوک (به لاتین: Türdük) یک روستا در قرقیزستان است که در شهرستان آق‌سی واقع شده‌است. توردوک ۲۱۵ نفر جمعیت دارد.